# Municipio de Franklin (Illinois)
El municipio de Franklin (en inglés: Franklin Township) es un municipio ubicado en el condado de DeKalb en el estado estadounidense de Illinois. En el año 2010 tenía una población de 2502 habitantes y una densidad poblacional de 26,66 personas por km².

## Geografía
El municipio de Franklin se encuentra ubicado en las coordenadas 42°6′25″N 88°53′6″O / 42.10694, -88.88500. Según la Oficina del Censo de los Estados Unidos, el municipio tiene una superficie total de 93.86 km², de la cual 92,88 km² corresponden a tierra firme y (1,04 %) 0,98 km² es agua.

## Demografía
Según el censo de 2010, había 2502 personas residiendo en el municipio de Franklin. La densidad de población era de 26,66 hab./km². De los 2502 habitantes, el municipio de Franklin estaba compuesto por el 95,4 % blancos, el 0,4 % eran afroamericanos, el 0,36 % eran amerindios, el 0,68 % eran asiáticos, el 2,04 % eran de otras razas y el 1,12 % eran de una mezcla de razas. Del total de la población el 6,95 % eran hispanos o latinos de cualquier raza.